# Biberstein
Biberstein é uma comuna da Suíça, no Cantão Argóvia, com cerca de 1.233 habitantes. Estende-se por uma área de 4,10 km², de densidade populacional de 301 hab/km². Confina com as seguintes comunas: Auenstein, Küttigen, Rohr, Rupperswil, Thalheim.
A língua oficial nesta comuna é o Alemão.